# Sibynophis collaris
Espèce
Synonymes
- Psammophis collaris Gray, 1853
- Ablabes collaris (Gray, 1853)
- Polyodontophis collaris (Gray, 1853)

Statut de conservation UICN

 LC  : Préoccupation mineure
Sibynophis collaris  est une espèce de serpents de la famille des Colubridae.

## Répartition
Cette espèce se rencontre :
- en Inde dans les États d'Assam et d'Himachal Pradesh ;
- au Népal ;
- en Birmanie ;
- en Thaïlande ;
- au Laos ;
- au Viêt Nam ;
- en Malaisie péninsulaire ;
- en République populaire de Chine au Tibet et au Yunnan ;
- à Taïwan.

Sa présence est incertaine au Cambodge.

## Publication originale
- Gray, 1853 : Descriptions of some undescribed species of reptiles collected by Dr. Joseph Hooker in the Khassia Mountains, East Bengal, and Sikkim Himalaya. Annals and Magazine of Natural History, sér. 2, vol. 12, p. 386-392 (texte intégral)